# Цинкейзен, Иоганн Вильгельм
Иоганн Вильгельм Цинкейзен (нем. Johann Wilhelm Zinkeisen, 12 апреля 1803, Альтенбург — 5 января 1863, Берлин) — германский историк и публицист.
Будучи приват-доцентом истории и государственных наук в Лейпцигском университете, написал первую часть «Geschichte Griechenlands» (1832); позже вышли части 3-я и 4-я этого сочинения (вторая осталась неизданной), а также «Geschichte der griech. Revolution» (Лпц., 1840). Проживая в Париже, Цинкейзен написал много статей о Версале, Лафайете, клубе якобинцев и др., печатавшихся в «Всеобщей Газете». Его «Geschichte des osmanischen Reiches in Europa» вошла в состав коллекции Геерена-Укерта. В 1841 году Цинкейзен занял должность ответственного редактора «Preuss. Staats-Zeitung», в 1843 году переименованной в «Allgemeine preussische Zeitung».
В 1848 году, во время мартовской революции, Цинкейзен был принужден покинуть Берлин вследствие угрозы насильственных действий со стороны революционеров. Позже редактировал прусский «Правительственный Вестник» («Staatsanzeiger»). Другие труды Цинкейзена: «Jakobiner-Club» (1852—53) и «Drei Denkschriften über die orientalische Frage» (1854).